# قرار مجلس الأمن التابع للأمم المتحدة رقم 1815
قرار مجلس الأمن التابع للأمم المتحدة رقم 1815 المتخذ بالإجماع في 2 يونيو 2008.

## القرار
مدد مجلس الأمن اليوم ولاية لجنة التحقيق الدولية المستقلة، التي تحقق في مقتل رئيس الوزراء اللبناني السابق رفيق الحريري عام 2005، وهجمات أخرى، حتى 31 ديسمبر / كانون الأول 2008.
وباعتماد القرار 1815 (2008) بالإجماع، ترك المجلس الباب مفتوحا لإمكانية إنهاء الولاية في وقت سابق، إذا أبلغت اللجنة أنها أكملت تنفيذ تلك الولاية.
تأسست لجنة التحقيق الدولية المستقلة في 7 نيسان 2005 بموجب القرار 1595، بموافقة الحكومة اللبنانية، من أجل التحقيق من جميع جوانب الهجوم الإرهابي الذي قتل السيد الحريري وآخرين وتسبب في إصابة العديد من الأشخاص، بما في ذلك المساعدة في التعرف على الجناة والجهات الراعية والمنظمين والمتواطئين.

## روابط خارجية
- </img>
- نص القرار في undocs.org